# Sylwia Jasińska
Sylwia Jasińska (ur. 11 sierpnia 1977 w Łodzi) – polska siatkarka grająca na pozycji środkowej. Jest wychowanką ŁKS Łódź. Zakończyła karierę sportową z powodu zerwania podczas meczu więzadła krzyżowego.
Pracuje jako dyrektorka  w szkole podstawowej  nr 38 w Łodzi.

## Kluby
| Klub           | Lata gry   |
| -------------- | ---------- |
| ŁKS Łódź       | wychowanka |
| Budowlani Łódź | 2006–2010  |

## Osiągnięcia
- 2010:  Puchar Polski z Organiką Budowlanymi Łódź